# Conothele cambridgei
Espèce
Conothele cambridgei est une espèce d'araignées mygalomorphes de la famille des Halonoproctidae.

## Distribution
Cette espèce est endémique de Sumatra en Indonésie.

## Description
La femelle subadulte holotype mesure 15 mm.

## Publication originale
- Thorell, 1890 : Studi sui ragni Malesi e Papuani. IV, 1. Annali del Museo Civico di Storia Naturale di Genova, vol. 28, p. 1-419 (texte intégral).